# Clupeomorpha
Die Clupeomorpha (Clupei nach Wiley und Johnson 2010) sind eine Gruppe der Echten Knochenfische (Teleostei). Zu den Clupeomorpha gehören neben den Heringsartigen (Clupeiformes) die ausgestorbene, aus der Kreidezeit und dem Eozän bekannte Ordnung Ellimmichthyiformes.

## Merkmale
Die Clupeomorpha unterscheiden sich durch ihr spezielles Schwanzskelett von den anderen Knochenfischen, die zweite Hypuralia ist in allen Stadien der Ontogenese mit dem ersten Wirbelzentrum verschmolzen. Außerdem besitzen sie eine eigenartige, doppelte Verbindung zwischen Innenohr (Labyrinth) und Schwimmblase. Die Supratemporale (Schädelknochen) ist mit dem Seitenlinienorgan über Scheitelbein (Parietale) und Supraoccipitale (Schädelknochen) verbunden.